# 冠羽
冠羽（かんう）は、一部の鳥や恐竜種の頭部、頸部などに見られる特徴的な長く伸びた羽根。冠羽によって形成される冠状・房状・扇状などの毛束を羽冠という。
オウムなどの羽冠は、自由に上げたり下げたりして仲間とコミュニケーションするほか、敵に対して体を大きく見せかける防御手段に使われる。

## 羽冠の種類
recumbentとrecursiveに分類できる。またモモイロインコのように両方の特徴を持つ種もある。
recumbent crest
伏せた状態に出来る冠羽

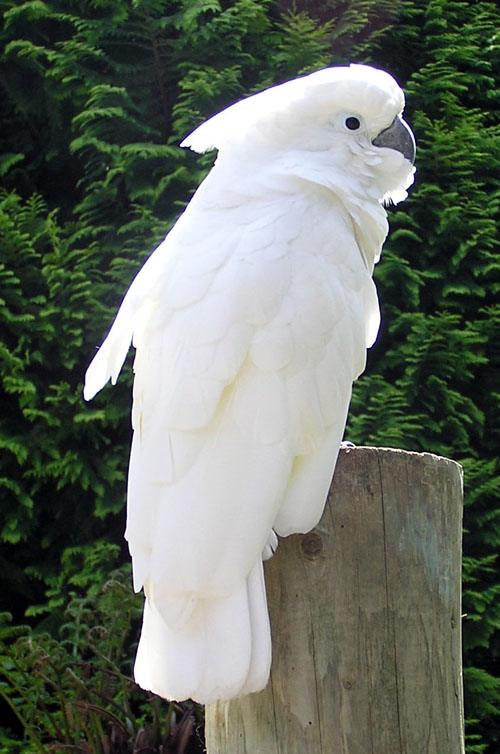
タイハクオウム冠羽を横にした状態
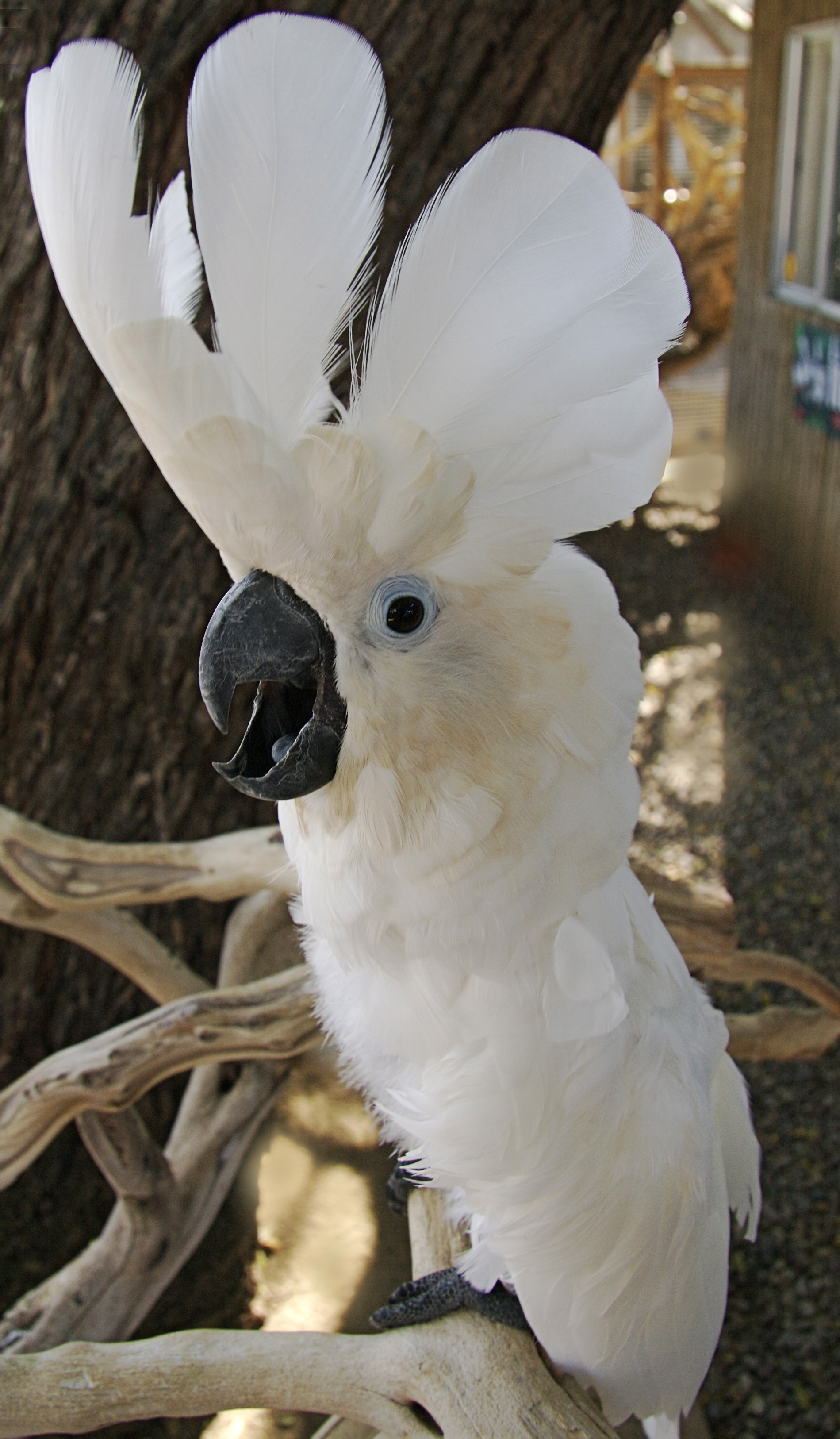
広げた状態

recursive crest
羽を広げてない状態でも目立っており、色も鮮やかな冠羽

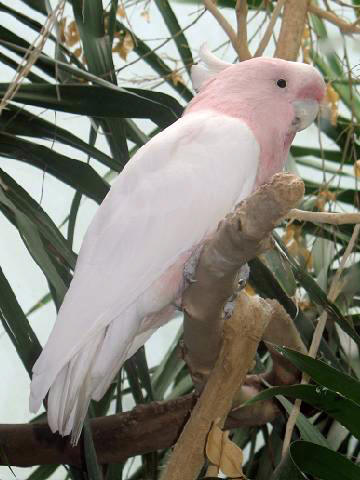
クルマサカオウム
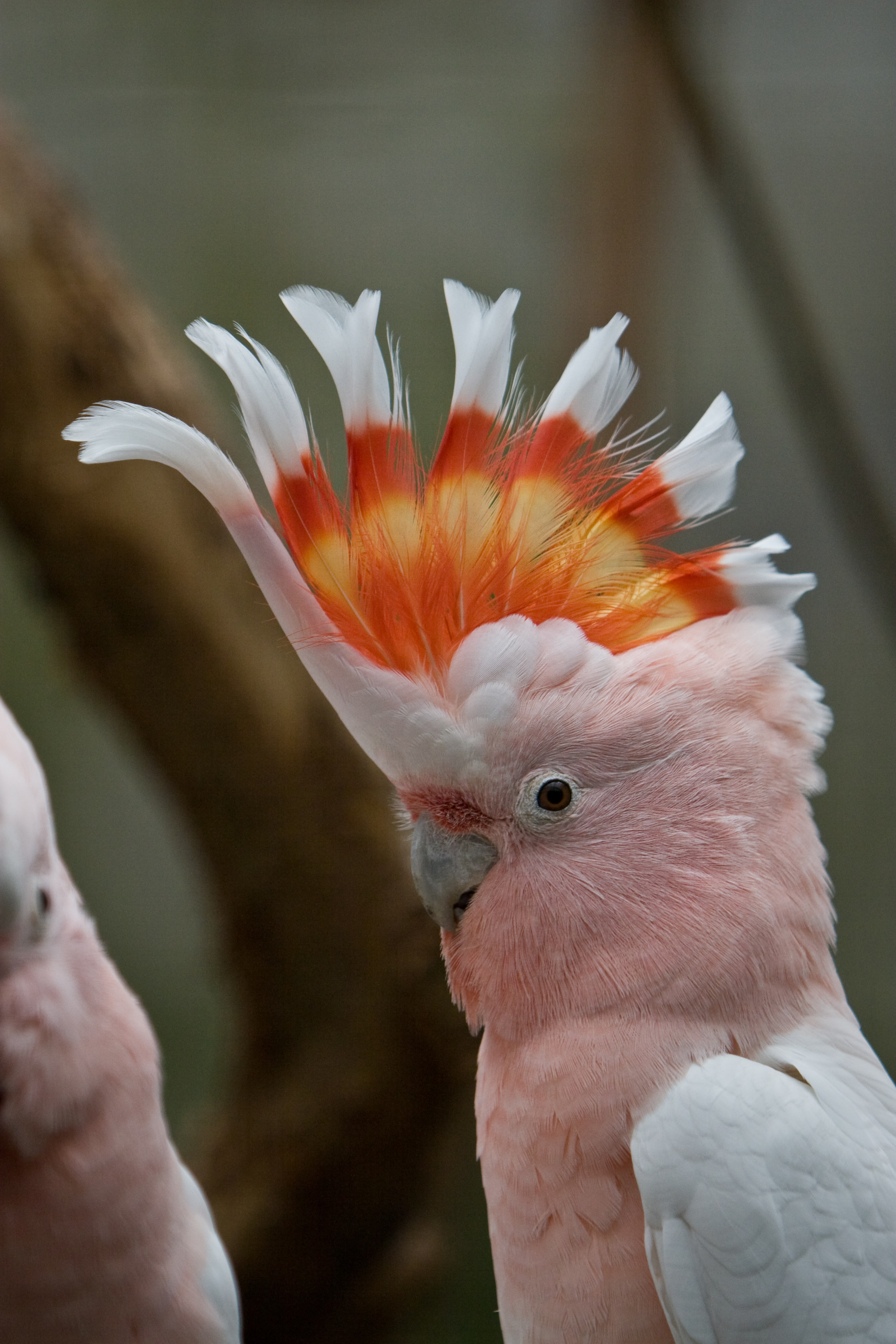
クルマサカオウムの冠羽を広げた状態
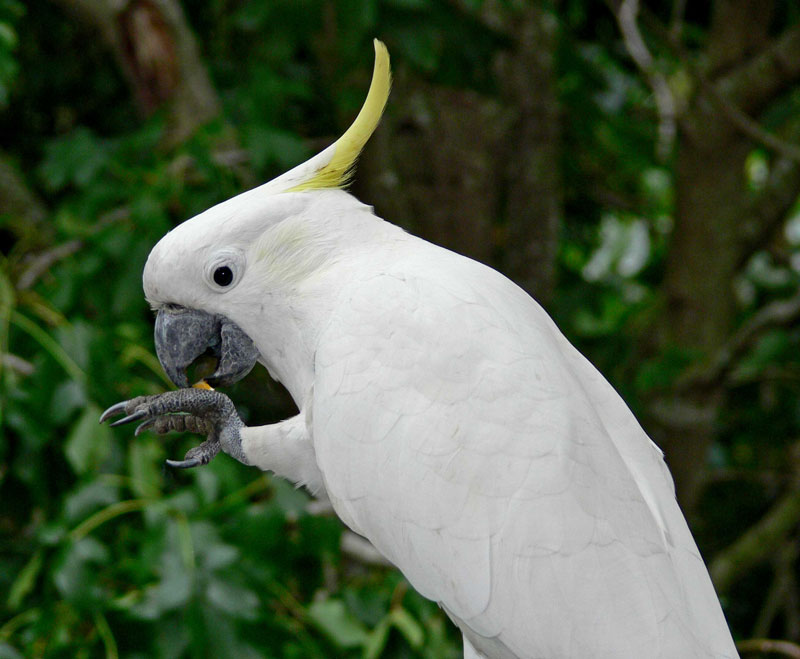
キバタン
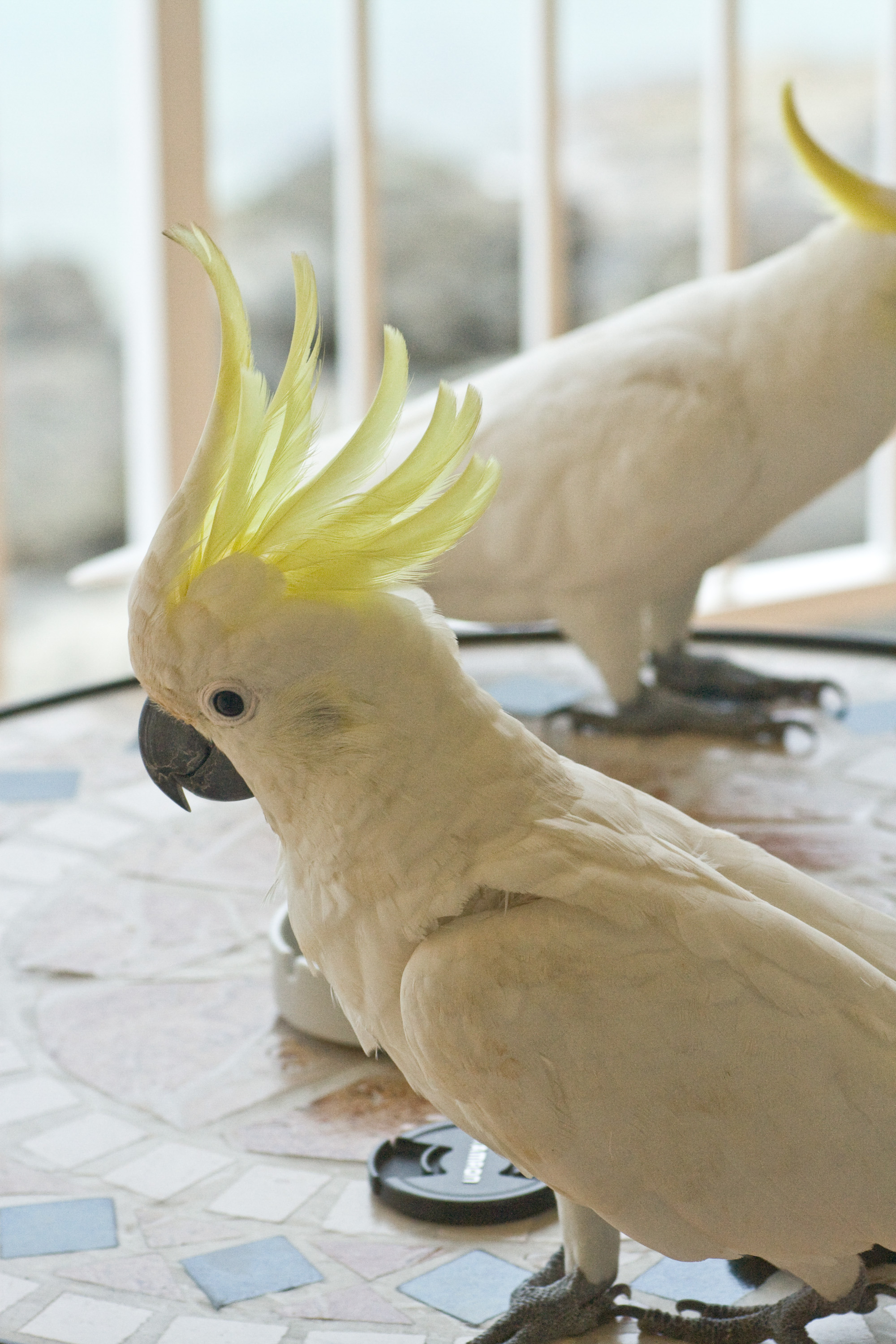
キバタンの冠羽を広げた状態

## ギャラリー

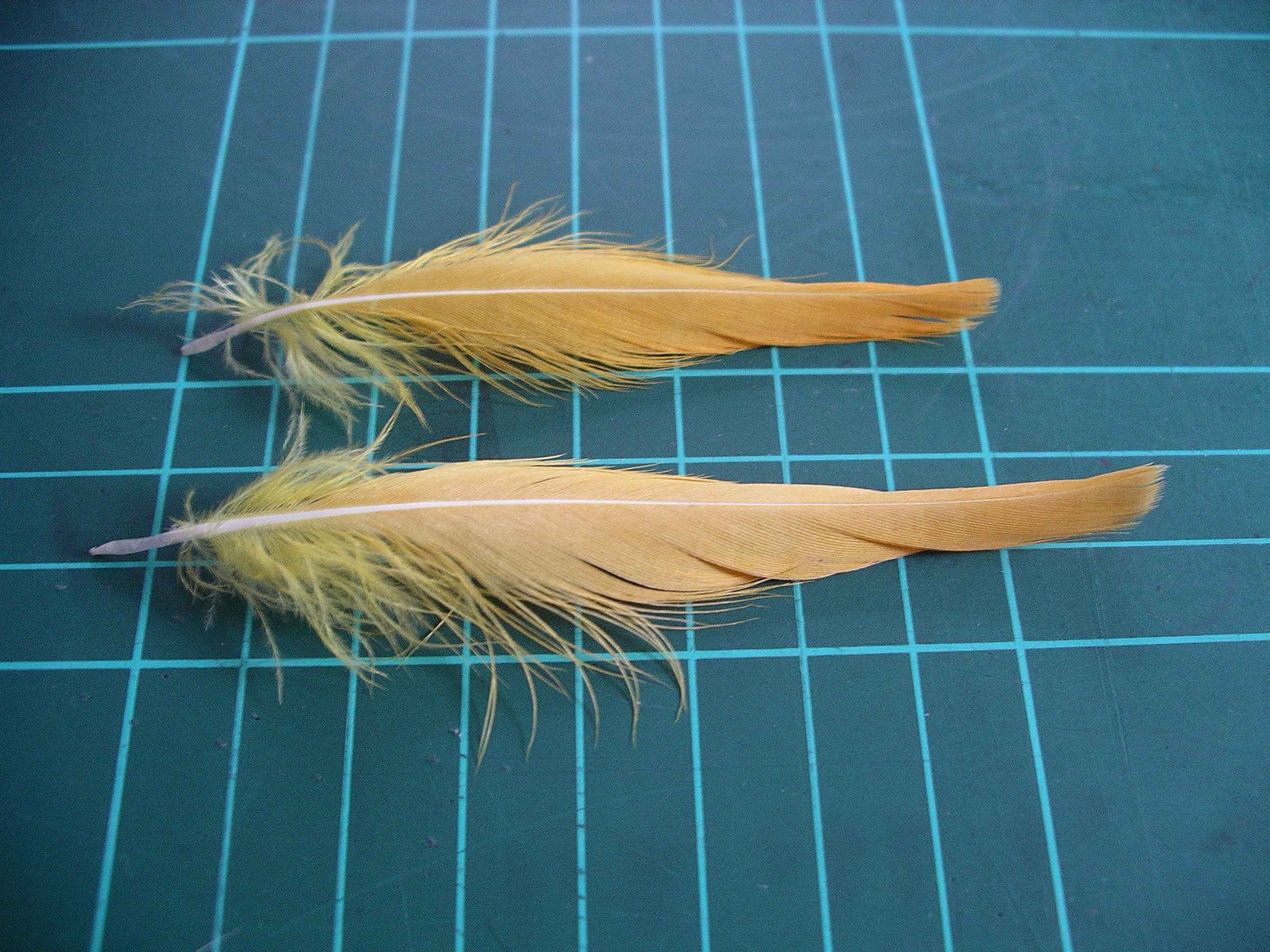
コキサカオウムの冠羽羽根 (1cm格子見本シート)
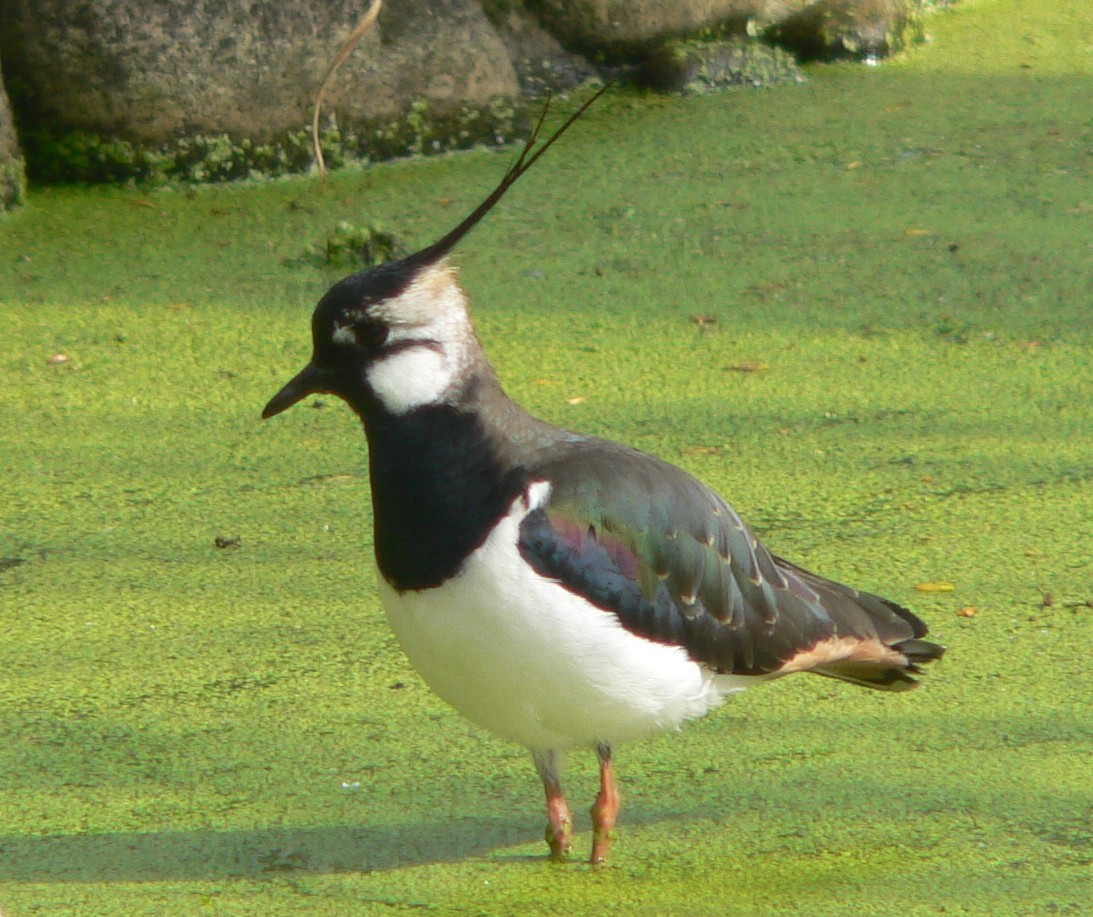
タゲリ
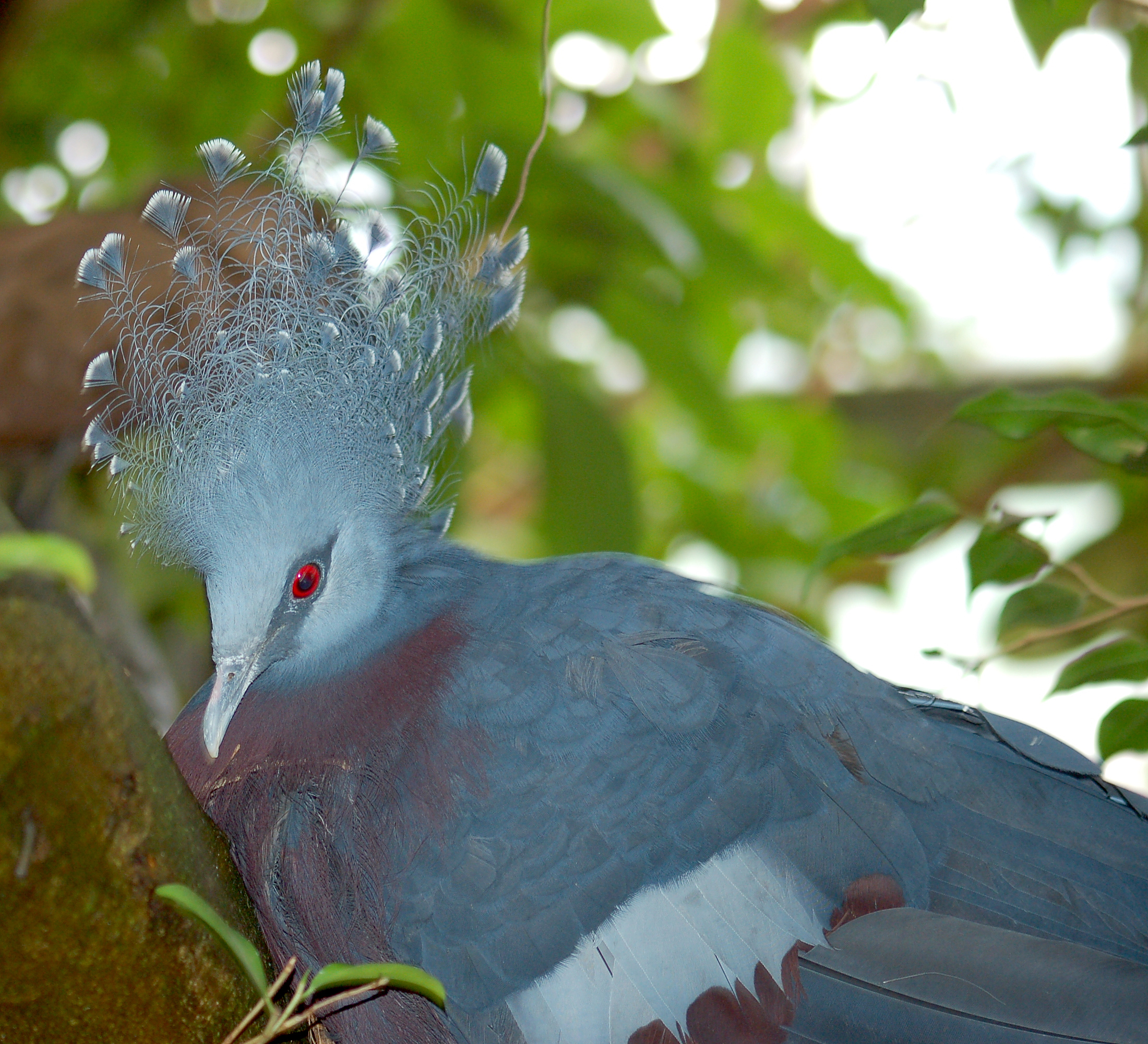
オウギバト
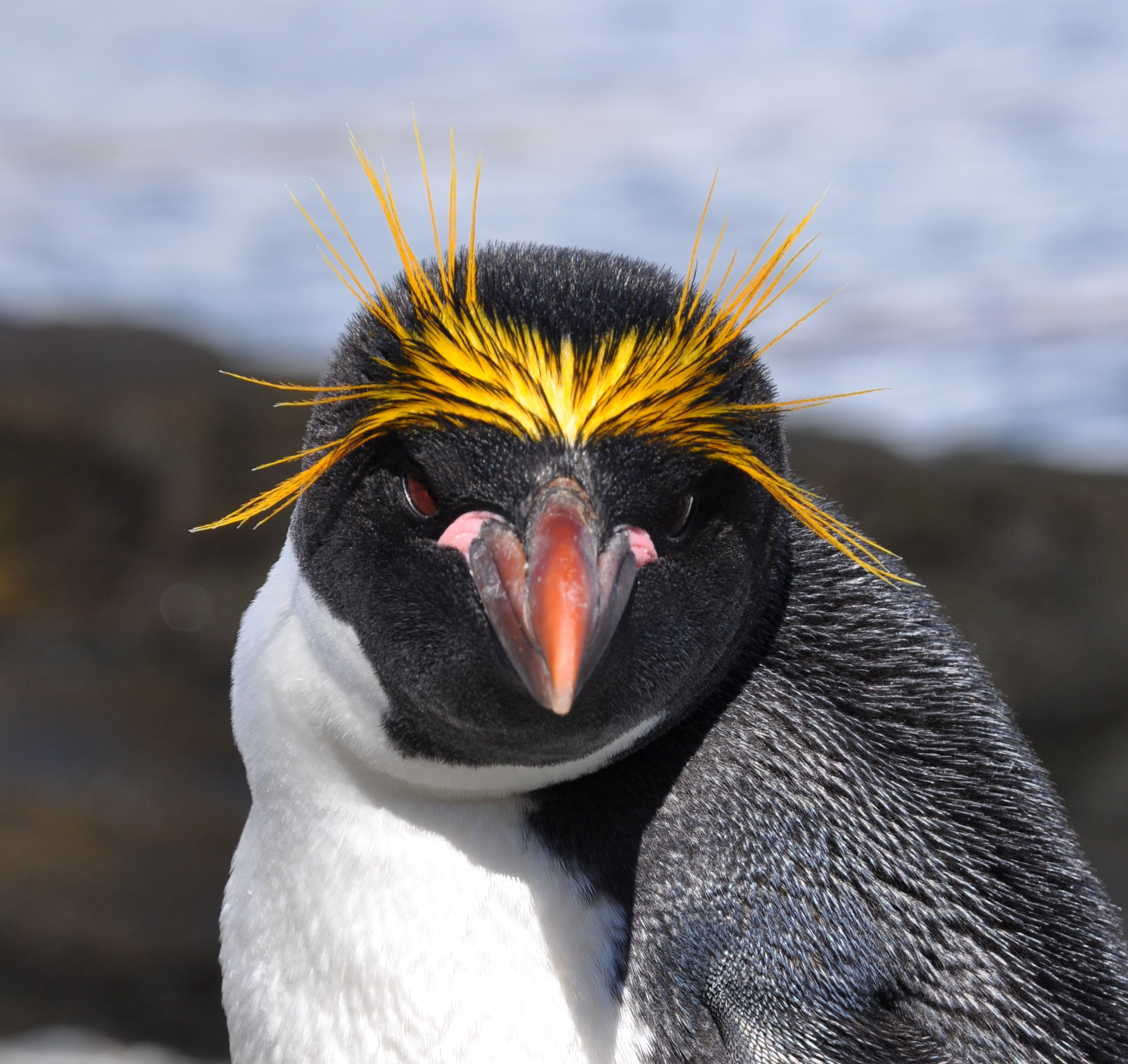
マカロニペンギン
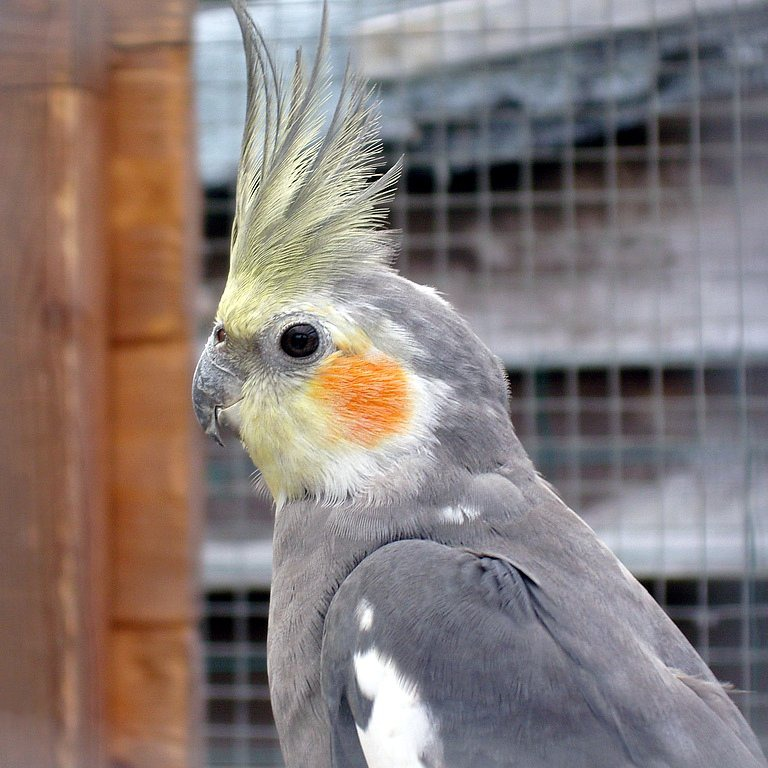
オカメインコ
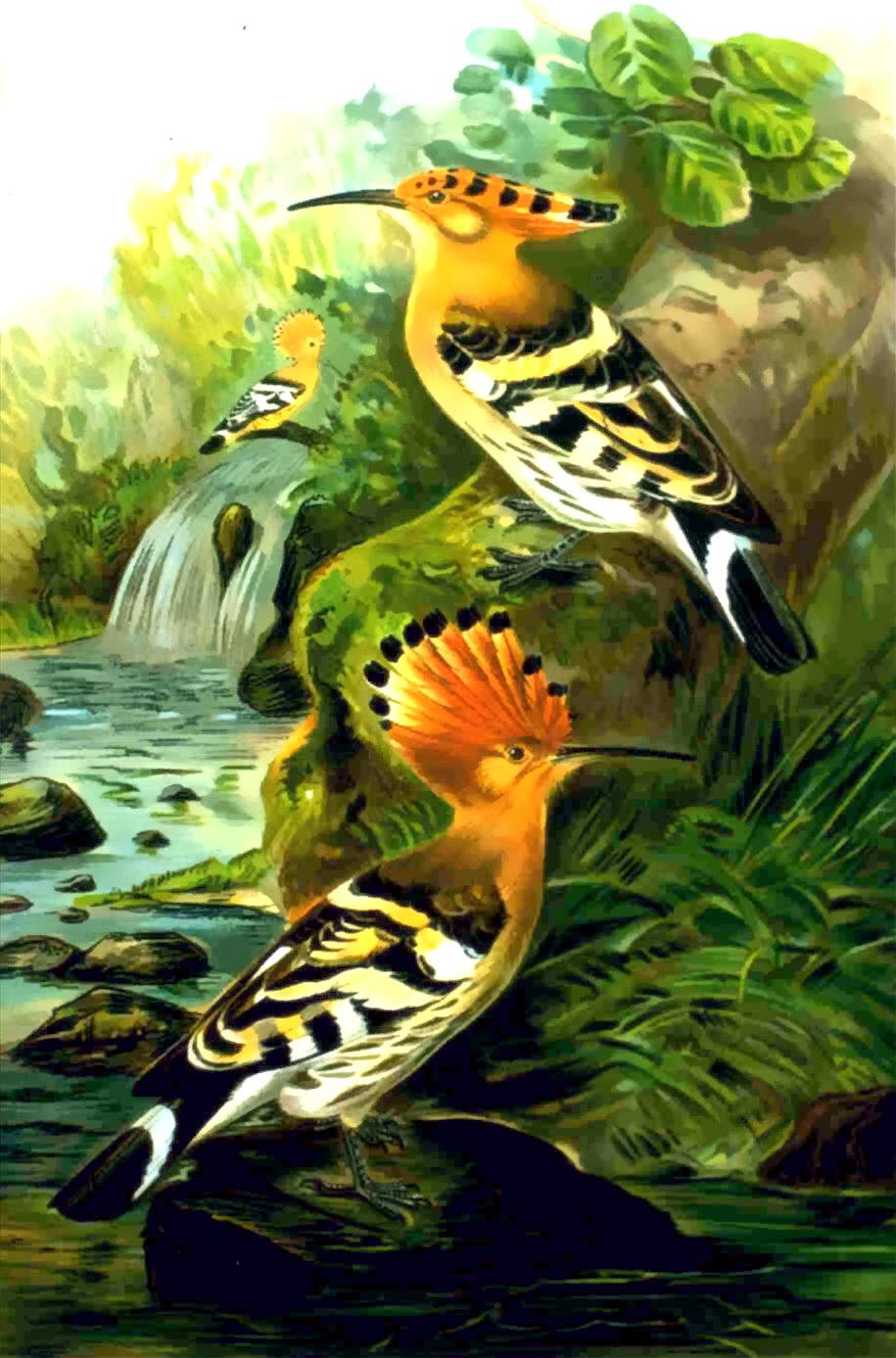
ヤツガシラ。警戒・興奮して冠羽が立った状態と通常時の閉じた状態。

換羽によるもの

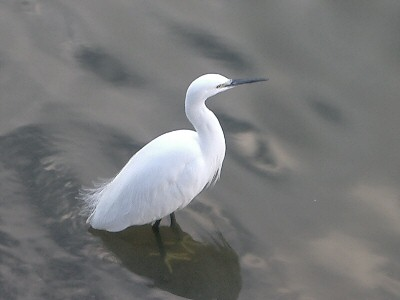
冬のコサギ
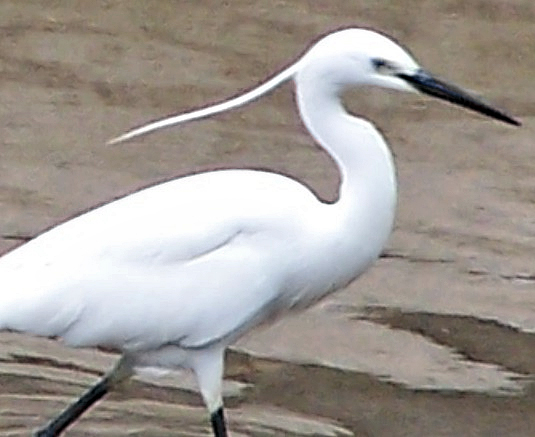
夏に夏羽（繁殖羽）となったコサギ。頭に冠羽が確認できる。
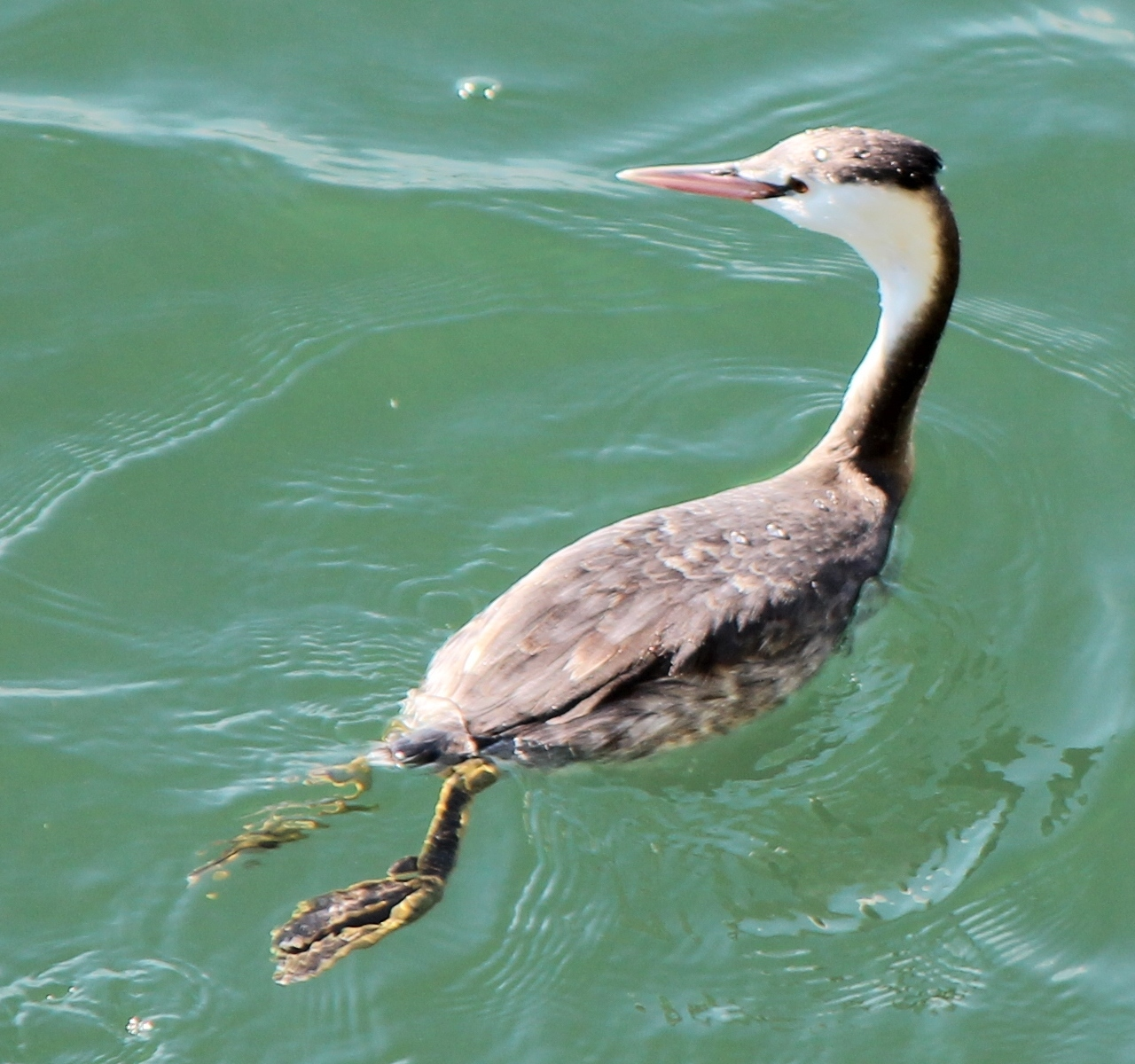
冬のカンムリカイツブリ
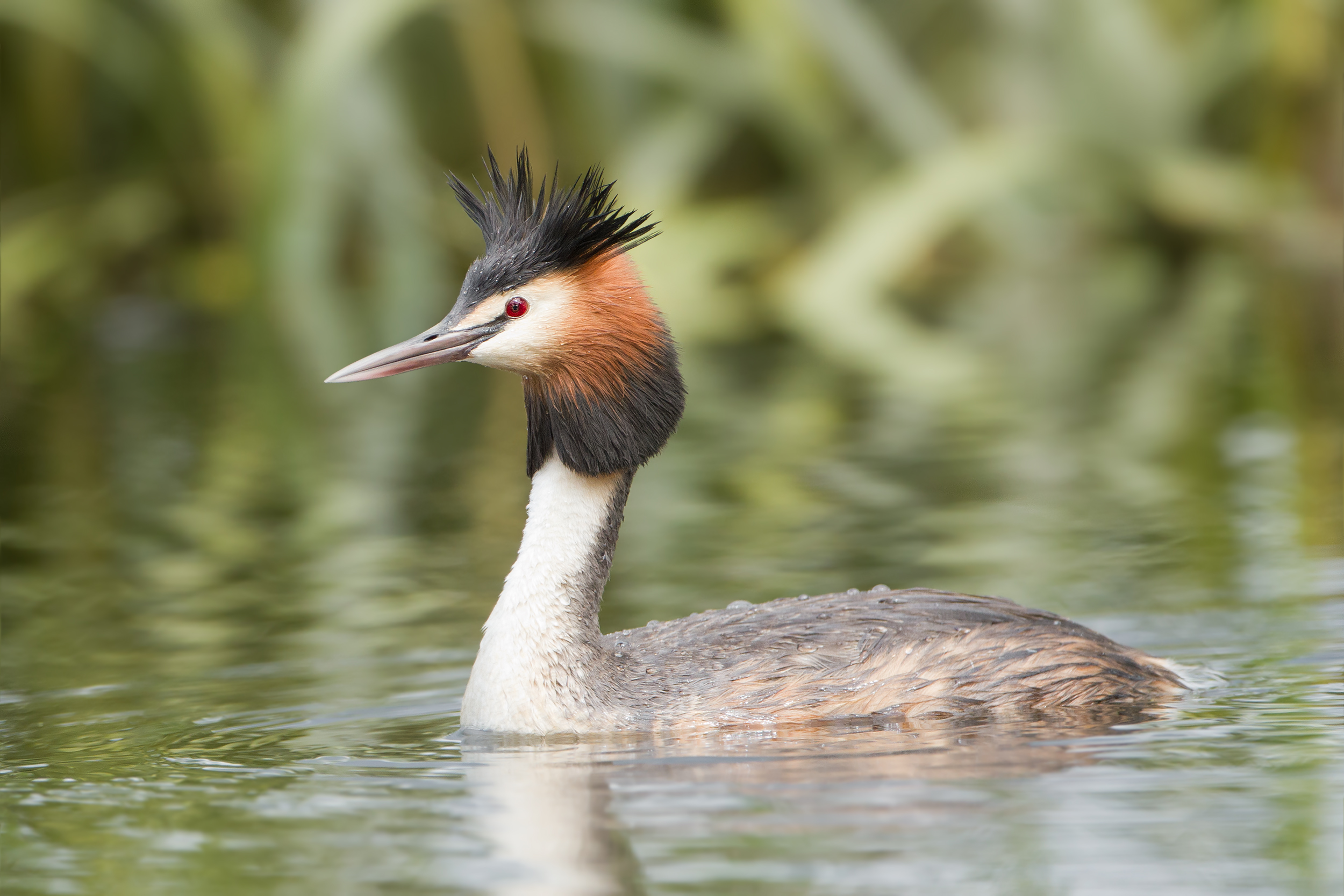
夏のカンムリカイツブリ

## 恐竜

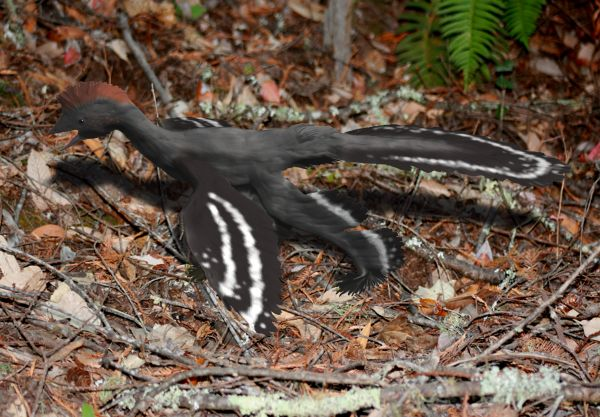
色素メラノソームの痕跡分布から復元された小型羽毛恐竜アンキオルニスの復元画

4枚の翼をもつ小型羽毛恐竜アンキオルニスは、色素メラノソームの痕跡から赤い冠羽を持っていたと考えられている。